# Obiektowy język programowania
Obiektowy język programowania – język programowania, który umożliwia lub wymusza stosowanie obiektowych metod programowania.
Przyjmuje się, że pierwszym językiem posiadającym cechy programowania obiektowego był stworzony na potrzeby symulacji komputerowych język Simula w wersji z roku 1967. W latach siedemdziesiątych Simula stała się inspiracją do stworzenia pierwszego w pełni obiektowego języka Smalltalk, którego opracowanie miało istotny wpływ na rozwój teorii programowania obiektowego.
Popularnymi językami przeznaczonymi głównie do programowania obiektowego są obecnie Java, Eiffel i Python, aczkolwiek istnieją w nich również elementy proceduralności.
Języki C++ i Perl, pierwotnie przeznaczone głównie do programowania proceduralnego, zostały wzbogacone o elementy obiektowości; wraz z rozwojem i wzrostem znaczenia tych języków były one wykorzystywane do zadań coraz bardziej zgodnych z paradygmatem programowania obiektowego.
Niektóre języki, mimo iż nie są w pełni obiektowe, umożliwiają ograniczone stosowanie abstrakcyjnych typów danych. Dziedziczenie i polimorfizm są zwykle używane w celu redukcji zbędnego puchnięcia kodu (ang. code bloat), natomiast abstrakcja i enkapsulacja służą zwiększeniu czytelności kodu.
Językami „czysto” obiektowymi są Smalltalk i Ruby, stworzono je w taki sposób, by ułatwić lub wymusić stosowanie metod programowania obiektowego.